# Будинок Артемихи
Будинок Артемихи у Ки́єві — втрачена пам'ятка архітектури кінця 17 століття у Києві, що знаходилася на Подолі (на розі вулиць Межигірської та вулицею Хорива), названа так на честь власниці у 1770-х роках. Будинок проіснував до початку XX ст.

## Історія
Будинок, відомий як будинок Артемихи, був зведений наприкінці XVII ст.
Був первісно одноповерховий з високими фігурними фронтонами на причілках і на фасаді ґанку, мав високий дах із заломом, на кшталт мансардового.
У XVIII ст. було надбудовано другий поверх, а двосхилий (шпилястий) дах покритий черепицею. Будинок був Т-подібний у плані з виступаючим уперед ґанком-передпокоєм.
Про власницю будинку у 1770-х роках, Артемиху, Микола Закревський писав: "Жінка вона була надзвичайно багата; полюбляючи ніжність та розкіш, вона наказувала підлоги своїх кімнат вистеляти дорогими ковдрами та м'якими сінниками, однак до своїх підлеглих та прислужників була вельми немилосердною. Одначе ж провидіння скарало її. Несподівано Артемиха позбулася усіх своїх скарбів; люди, цураючись її за колишню жорстокість, залишили без будь-якої допомоги і вона без даху, на соломі, біля колишнього її багатого будинку, закінчила життя". 
На плані Києва 1803 року позначений під №425.
Будинок постраждав під час пожежі 1811 року, однак вцілів і надалі перебував у приватній власності. Микола Закревський бачив його у 60-х роках XIX ст. і описував як "кам'яний, двоповерховий, вкритий черепицею".
Наприкінці XIX ст. будинок перейшов у власність купецької родинии Горєлових і 1902 року київська преса повідомляла про повне знесення дуже занедбаного "будинку Артемихи"